# ثويبة (اسم)
ثويبة هو اسم علم مؤنث من أصل عربي، ومعناه هو استغناء وإثراء.

## شخصيات تحمل الاسم
- ثويبة كنفاني (مهندسة سورية، 1972 – )

## وصلات خارجية
- موسوعة السلطان قابوس لأسماء العرب نسخة محفوظة 5 أبريل 2019 على موقع واي باك مشين.